# Un Rèquiem alemany
Un Rèquiem alemany (Ein deutsches Requiem) Op.45 de Johannes Brahms no és pròpiament un Rèquiem en el sentit litúrgic; no té cap relació amb la Missa de difunts, ni tan sols té una intencionalitat sacra. Com es desprèn del seu títol no es tracta d'un simple Rèquiem, sinó d'Un Requiem alemany, és a dir, "a la manera de Rèquiem al gust alemany". Podria dir-se que és una cantata fúnebre amb certes evocacions de l'oratori, una obra més concertística que religiosa. Representa un cant a la mort i a la resurrecció dedicat a la memòria de la seva mare i a la de Schumann. Està escrit per a soprano, baríton, cor mixt i orquestra.
Altres visions situen "Un Rèquiem alemany" com una singular obra religiosa, no pas per al culte, tenyida de la personal espiritualitat i humanisme de l'autor. Com assenyalà Georges Bizet en comptes d'una "nova interpretació musical de l'ombrívol ofici catòlic, és com un ritual harmoniós format d'elevacions consoladores i meditacions cristianes sobre aquest triple tema: la vida, la mort i l'eternitat".
Aquesta producció musical de Brahms de fet la va titular com a Eine Art deutsches Requiem o sia Una mena de Rèquiem alemany. Lluís Millet indicà que aquesta obra "és una reflexió serena d'un protestant, a partir de textos bíblics de l'Antic i del Nou Testament en la traducció alemanya de Martí Luter, seleccionats pel compositor d'acord amb les seves personals conviccions espirituals i, versemblantment, sense deixar de considerar la potencialitat musical dels textos escollits, tant en el seu detall com en el seu conjunt."

## Plantejaments i interpretacions.
La gènesi i desplegament de l'obra fou molt llarga i laboriosa. Fou començada vers 1861. Després abandonada intermitentment, però més tard Johannes Brahms tingué sensibles raons personals per continuar-la: la mort de la seva mare, esdevinguda l'any 1865, i del seu protector Robert Schumann.

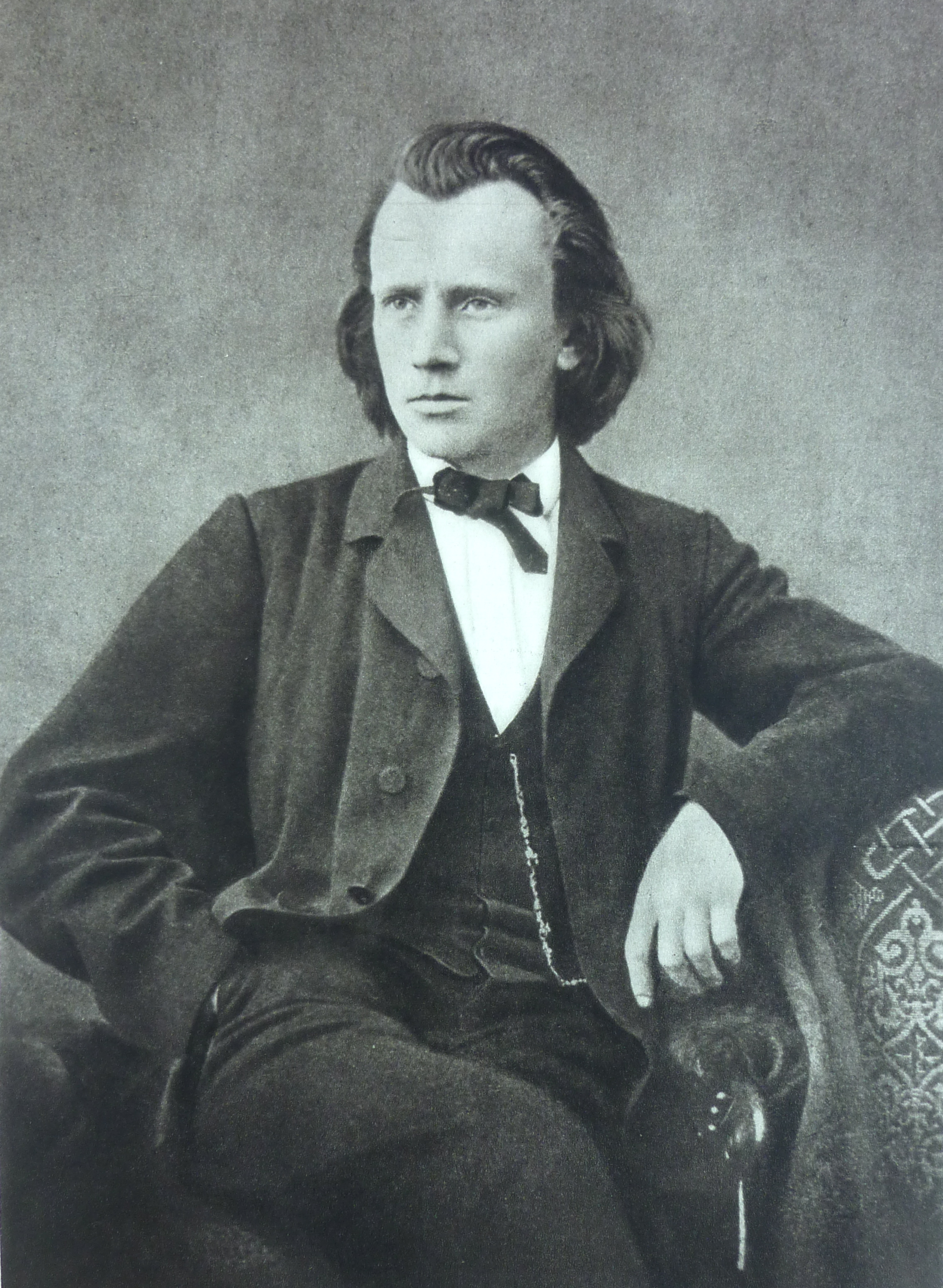
Johannes Brahms 1866

L'1 de desembre de 1867 es programa a Viena un concert en memòria de Schubert, ocasió que s'aprofita per a la presentació dels tres primers moviments d'Un Rèquiem alemany sense gaire èxit, en una interpretació deficient i amb una recepció negativa per part del públic.
L'obra es va estrenar completa i definitivament el dia 10 d'abril de 1868, dia de Divendres Sant, a la catedral de Bremen, on dirigí l'obra Carl Martin Reinthaler. Aquesta vegada sí que va constituir un èxit grandiós. Es va reposar una altra vegada el Divendres Sant de 1871, també a la catedral de Bremen, com a homenatge fúnebre als caiguts en la guerra francoprussiana dins d'un context marcadament nacionalista.
El Rèquiem alemany conté part de la música més inoblidable i commovedora del compositor. Després de les tres primeres parts, de to ombrívol i dramàtic, la quarta, que és el nucli emotiu, crea un cert contrast de serenitat, que es troba també en la cinquena, amb els seus magnífics solos de soprano. Molt complex en la seva organització, la sisena, on s'alternen baríton i cor, acaba amb una fuga. La setena part recupera material de la primera per donar sentit de tancament. Mitjançant l'ús de fugues corals (en la segona i la sisena part), Brahms evoca deliberadament l'esperit de les obres corals sacres de Bach.
Com queda clar en el títol, el Rèquiem alemany no va ser escrit amb propòsits exclusivament litúrgics, encara que s'invoca el nom de Crist. Brahms, com ja s'ha indicat, tria la lletra amb minuciosa cura partint de la Bíblia luterana, inclosos els escrits apòcrifs, i evita tota referència al cristianisme i omet la totalitat del Judici Final. Encara que era creient, no era religiós sobre manera, i més tard va dir que hauria volgut canviar la paraula alemany per humà en el títol ((Ein menschlichen Requiem).
En les seves set parts recopila texts bíblics afins amb el tema, com una lliure meditació sobre la mort. Aquests són els seus títols:
1. Cor: Selig sind, die da Leid tragen
2. Cor: Denn alles Fleisch, es ist wie Gras
3. Baríton (Solo) i Cor: Herr, lehre doch mich
4. Cor: Wie lieblich sind deine Wohnungen
5. Soprano (Solo) i Cor: Ihr habt nun Traurigkeit
6. Baríton (Solo) i Cor: Denn wir haben hie keine bleibende Statt
7. Cor: Selig sind die Toten